# Чубакка
Чуба́кка, він же Чу́ї, (англ. Chewbacca, Chewey) (бл. 200 ДБЯ — бл. +25 ПБЯ) — персонаж кіносаги «Зоряні війни». Чубакка — мандрівник з племені вукі, механік на космічному кораблі Хана Соло «Тисячолітній Сокіл». Син Аттічіткука, чоловік Маллатобук і батько Лумпаваррампа.
Важливу роль Чубакка зіграв у дії VI, V і VI епізодів як напарник Хана Соло, в третьому епізоді він був одним з вукі (другим був воїн Тарфул), присутніх при нападі клонів на магістра Йоду.
Роль Чубакки в епізодах III, IV, V, VI і VII виконав Пітер Мейг'ю, колишній санітар. Зріст Пітера — 222 см. При цьому він дуже худий, що також посприяло вибору Пітера на дану роль. Зріст актора в костюмі Чубакки становив близько 229 см.
У VII (як дублер Пітера Мейг'ю), VIII епізодах кіноепопеї та спін-офі Соло роль Чубакки виконав Йонас Суотамо.

## Особистість
Чуї — гуманоїд більше двох метрів на зріст, покритий густою бурою шерстю. Його обличчя, вкрите хутром, нагадує морду мавпи або собаки. Чубакка не носить ніякого одягу, за винятком пояса зі зброєю та боєприпасами.
Мова Чуї нерозбірлива: він не здатний виразно говорити людською мовою і висловлюється мовою вукі — хрипким ревом, який розуміє Ген Соло.
Ім'я «Чубакка» походить від російського слова «собака», а зовнішність Чуї частково змальована з Індіани — собаки Лукаса породи аляскинський маламут.

## Біографія
Разом зі своїм другом, корелліанським контрабандистом Ханом Соло, Чубакка пілотував корабель «Тисячолітній Сокіл», на якому Люк Скайвокер, Обі-Ван Кенобі і двоє дроїдів відправилися на Алдераан. Пізніше, разом з Геном, Чубакка став ключовою частиною плану порятунку принцеси Леї, граючи роль «полоненого прибульця», що дозволило Гену і Люку проникнути в тюремний блок AA-23 на Зірці Смерті.
Події на Беспіні стали важким випробуванням для Чубакки. Коли імперські солдати почали опускати Хана у вуглецево-морозильну камеру, вукі з ревом кинувся на них. Але сам Хан заспокоює його: «Бережи сили, ще не час для цього. Принцеса. Ти зобов'язаний піклуватися про неї».
Саме тоді Чубакка усвідомлює, що тепер не тільки лише один Хан Соло входить в коло членів його сім'ї. Разом з Лендо Калріссіаном Чубакка повертається на Татуїн і чекає там Люка Скайвокера, щоб разом врятувати Хана з полону Джабби Хатта.

## Смерть

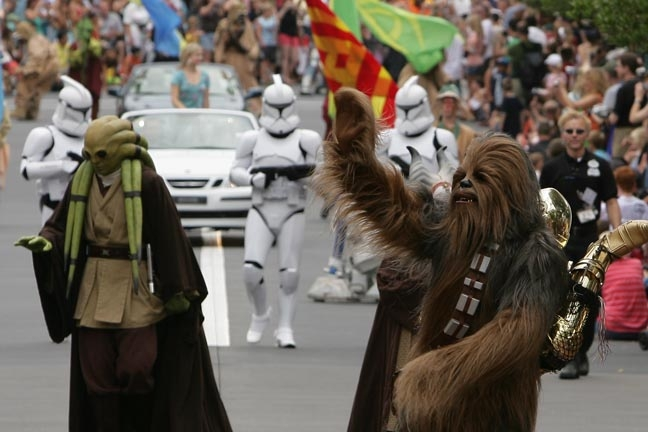
Чубакка і Кіт Фісто на параді Disney Weekends

У фільмі Чубакка дожив до кінця всіх подій. Однак у романі Роберта Сальваторе «Вектор-Прим» із серії «Новий Орден Джедаїв» описується смерть цього персонажа.
Чубакка загинув під час вибуху юужан-вонгами планети Сернпідаль. До кінця залишаючись на планеті і допомагаючи в евакуації жителів, він не встиг піднятися на «Тисячолітній Сокіл». Чубакку збило з ніг сильним ураганом, а «Тисячолітній сокіл» не зміг підлетіти до нього через те, що Енакіну Соло (сину Хана Соло) довелося відводити корабель від падаючого каміння, щоб зберегти життя врятованих на «Соколі». Енакін Соло безпорадно спостерігав, як Чубакка весь в крові піднявся на купу каміння, і, дивлячись на супутник Сернпідаля, що падав на нього, довго і пронизливо закричав.